# Chris Carmack
Pour les articles homonymes, voir Carmack.
James Christopher Carmack (surnommé Chris Carmack) est un acteur américain et ex-mannequin né le 21 décembre 1980 à Washington.
Révélé dans la saison 1 de Newport Beach (2003-2004), il apparaît ensuite dans plusieurs séries télévisées et occupe la vedette de quelques téléfilms. Il s'installe sur le petit écran, par le rôle de Will Lexington dans la série dramatique et musicale Nashville (2013-2018), puis, en décrochant le rôle régulier du Dr. Atticus Lincoln, à partir de la saison 15 de Grey's Anatomy.

## Biographie

### Jeunesse et formation
Carmack est né à Washington, DC, et a grandi à Derwood, dans le Maryland. Il a un frère et une sœur. Jeune garçon, il aimait participer à tous les types de sports: baseball, basketball, football, et la lutte. Carmack a également été longtemps au Seneca Creek Camp, connu pour avoir chanté l'original Rocko la teigne Lazy et notamment Ode à la Salpino. 
Au Magruder High School, cependant, son attention se tourne vers le théâtre et il commence à travailler sur trois productions par an, en plus de nombreux festivals de théâtre.

### Carrière

#### Mannequinat et seconds rôles
Après ses études, Carmack est entré à l'Université de New York pour poursuivre un diplôme en art à la Tisch School. Il quitte NYU après avoir été découvert par un agent artistique et décide de se lancer dans une carrière dans le mannequinat. Son profil était exactement ce que Bruce Weber recherchait pour travailler avec Abercrombie & Fitch. Les autres catalogues éditoriaux pour lesquelles il a travaillé sont notamment : Lord and Taylor, Macy's, Target, Who.AU, Elle France, Nautica, Guess, et Cosmogirl.
Après deux ans à New York City, Carmack décide de déménager à Los Angeles et de se consacrer à sa carrière d'acteur. Il joue ainsi dans de nombreux spots publicitaires et prend des cours de comédie. Puis, il se fait connaître du grand public, entre 2003 et 2004, en tant que Luke Ward pour la série télévisée dramatique Newport Beach. Il y joue l'ennemi de Benjamin McKenzie et le petit copain de Mischa Barton. Cependant il quitte la distribution à l'issue de la première saison, la production ne pouvant pas lui garantir l'avenir de son personnage. 
En 2005, Carmack est l'égérie d'Ezra Fitch, une édition haut de gamme limitée vendue à Abercrombie & Fitch. En 2006, il est le premier rôle masculin du téléfilm Lovewrecked avec Amanda Bynes et Jonathan Bennett. A cette période, il décide de perfectionner ses talents d'acteur en jouant dans les théâtres de New York et Londres. 
C'est ainsi que du 16 mars au 21 mai 2006, Carmack a joué dans la production Off Broadway M. Sloane au Théâtre Laura Pels. La pièce, réalisée par Scott Ellis, met également en vedette Alec Baldwin. La même année, Carmack a fait ses débuts sur scène à Londres dans une adaptation du film Été et Fumées. Carmack en est la vedette face Rosamund Pike et est dirigé par l'ancien directeur artistique de la Royal Shakespeare Company, Adrian Noble. Il a joué au Théâtre Apollo du 21 octobre au 25 novembre 2006.
Entre-temps, il apparaît aussi dans un grand nombre de séries télévisées telles que Smallville, Beach Girls, Les Experts : Miami, Les Experts : Manhattan... En 2008, Chris Carmack joue, le temps d'un épisode, le cousin de Susan Delfino dans la saison 4 de Desperate Housewives.
En 2009, il joue Sam Reide, le personnage principal du film The Butterfly Effect 3 : Revelations, le troisième film de la franchise Butterfly Effect. Il est aussi à l'affiche de Bleu d'enfer 2 : Le Récif, suite de Bleu d'enfer, sorti également directement en vidéo. La même année, il poursuit ses apparitions à la télévision et joue dans NCIS : Enquêtes spéciales, Drop Dead Diva.

#### Rôles réguliers et télévision
En 2010, il est à l'affiche de plusieurs téléfilms : Il donne la réplique à Hilary Duff et Jaime Pressly pour la comédie romantique de Gil Junger, Love and the City et pour Lifetime Movies, il est la vedette de La Dernière Noce aux côtés de Summer Glau. Il renoue avec ce même réseau, en 2012, secondant Haylie Duff dans Double Destinée.  
Au cinéma, il joue dans Shark 3D. Réalisée par David Richard Ellis, cette production est cependant un cuisant échec critique. Dans le même temps, il fait aussi face au rejet de deux pilotes dans lesquelles il occupe l'un des premiers rôles, l'un pour ABC (Grace), l'autre pour NBC (Bad Girls).  
En 2013, aux côtés de Sean Patrick Flanery et Kristanna Loken, il joue dans le thriller passé inaperçu, Dark Power. Mais cette année-là, il connaît son regain et accède à une notoriété plus importante, en décrochant le rôle de Will Lexington dans la série dramatique et musicale à succès, Nashville. Il y incarne un chanteur de country gay. Un personnage promu régulier dès la seconde saison. L'acteur restera ainsi fidèle à ce rôle jusqu’à l'arrêt de la série, en 2018.  
Parallèlement au tournage de la série, l'acteur sort un album Pieces Of You, pour lequel il a écrit et composé 5 titres. Il pratique le doublage pour le jeu vidéo Final Fantasy Type-0 : Le Guerrier à l’épée de glace et joue dans le drame musical The Dust Storm avec l'irlandais Colin O'Donoghue et la canadienne Kristen Gutoskie. 
Aussitôt libéré de Nashville, il rejoint la série médical à succès Grey's Anatomy, il y incarne le Dr. Lincoln “Link” Atticus, surnommé le Dieu de l'ortho, à partir de la saison 15,,, succédant ainsi à Sara Ramírez qui incarnait Callie Torres dans cette fonction. 

### Vie privée
En mars 2016, il est annoncé sur les réseaux sociaux, ses fiançailles avec la chanteuse Erin Slaver. Ils se sont rencontrés sur le tournage de la série Nashville. Le 30 août 2016, le couple accueille leur premier enfant, une fille prénommée Kai. Ils se sont mariés le 20 octobre 2018 à Nashville. Le 10 mai 2022, le couple accueille leur deuxième enfant, une fille prénommée Cielle.

## Filmographie

### Cinéma

#### Longs métrages
- 2004 : American Girls 2 de Damon Santostefano : Todd (vidéofilm)
- 2005 : Love Wrecked
- 2006 : Lucky Girl de Donald Petrie : David Pennington
- 2007 : Une fille à la page de Marc Klein : Jed
- 2009 : L'Effet papillon 3 de Seth Grossman : Sam Reide
- 2009 : Bleu d'enfer 2 : Le Récif de Stephen Herek : Sebastian (vidéofilm)
- 2009 : H20 Extreme de William Scharpf :  Austin
- 2010 : Alpha et Oméga de Anthony Bell et Ben Gluck : Garth (voix)
- 2011 : Shark 3D de David Richard Ellis : Dennis
- 2013 : Dark Power de John Milton Branton : Durant
- 2016 : The Dust Storm de Anthony Baldino et Ryan Lacen : David

#### Courts métrages
- 2005 : Candy Paint de Andrew Waller : Joueur de football
- 2010 : Masturbate for Life de Robert McKeon : le petit copain

### Télévision

#### Téléfilms
- 2004 : The Last Ride de Guy Norman Bee : Matthew Rondell
- 2005 : L'Amour à la dérive de Randal Kleiser : Jason Masters
- 2010 : Love and the City de Gil Junger : Liam
- 2010 : La Dernière Noce de Paul Shapiro : Trevor Forrest
- 2012 : Une seconde chance pour Noël de Fred Olen Ray : Chad
- 2012 : Double Destinée de Peter Sullivan : Aidan

#### Séries télévisées
- 2000 : Strangers with Candy : Laird (saison 3, épisode 6)
- 2003 - 2004 : Newport Beach : Luke Ward (rôle principal - saison 1, 27 épisodes)
- 2005 : Smallville : Geoff Johns (saison 4, épisode 13)
- 2005 : Jake in Progress : Jared Rush (saison 1, épisode 4)
- 2005 : Beach Girls : Cooper Morgenthal (mini-série, rôle principal - 6 épisodes)
- 2005 - 2006 : Related : Alex (rôle récurrent - 11 épisodes)
- 2007 : Les Experts : Miami : Cole Telford (saison 5, épisode 23)
- 2007 : Les Héros d'Higglyville : Héro arbitre (voix, 1 épisode)
- 2008 : Desperate Housewives : Tim (saison 4, épisode 11)
- 2008 : Les Experts : Manhattan : Colby Fisher (saison 5, épisode 11)
- 2009 : NCIS : Enquêtes spéciales : Kevin Nelson (saison 6, épisode 14)
- 2009 : Drop Dead Diva : Brian Young (saison 1, épisode 8)
- 2011 : Grace : Dylan Doran (pilote non retenu par ABC)
- 2012 : LA'd : Liam (saison 1, épisode 9)
- 2012 : Bad Girls : ? (pilote non retenu par NBC)
- 2013 - 2018 : Nashville : Will Lexington (rôle principal depuis la saison 2, récurrent saison 1 - 109 épisodes)
- depuis 2018 : Grey's Anatomy : Dr. Atticus Lincoln (rôle récurrent depuis la saison 15)

## Jeux vidéo
- 2015 : Final Fantasy Type-0 : Le Guerrier à l’épée de glace : Quon (voix originale)

## Théâtre
- 2006 : Entertaining Mr. Sloane : Sloane
- 2006 : Été et Fumées : John Buchanan Jr.